# Saison 2015-2016 du Manchester City FC
 (2 juin 2019).
Maillots
Chronologie
Saison précédente Saison suivante
La saison 2015-2016 de Manchester City est la 114e saison professionnelle du club, la 87e en première division anglaise et sa 19e en Premier League. Pour la troisième saison de Manuel Pellegrini à la tête du club et après avoir terminé deuxième la saison précédente, l'entraîneur chilien tentera de regagner le titre de Champion d'Angleterre.

## Effectif
Effectif actuel de Manchester City.

## Transferts

### Mercato estival

#### Arrivées
| Équipe première |         |                  |                |                |
| Type            | Prix    | Joueur           | Ancien club    | Championnat    |
| Achat           | 44M £   | Raheem Sterling  | Liverpool      | Premier League |
| Achat           | 8M £    | Fabian Delph     | Aston Villa    | Premier League |
| Achat           | 12M£    | Patrick Roberts  | Fulham         | Championship   |
| Achat           | 28,5M £ | Nicolás Otamendi | Valence CF     | Liga           |
| Achat           | 54,5M £ | Kevin De Bruyne  | VfL Wolfsbourg | Bundesliga     |

| Réserve, Académie et autre |             |                 |                 |                  |
| Type                       | Prix        | Joueur          | Ancien club     | Championnat      |
| Achat                      | 2M £        | Enes Ünal       | Bursaspor       | Süper Lig        |
| Fin de contrat             | Gratuit     | David Faupala   | RC Lens         | Ligue 1          |
| Achat                      | Non dévoilé | Aleix Garcia    | Villarreal CF   | Liga             |
| Achat                      | 400 000 £   | Rubén Sobrino   | SD Ponferradina | Segunda División |
| Achat                      | Non dévoilé | Florian Lejeune | Girona FC       | Segunda División |

#### Départs
| Équipe première |          |                 |                        |                         |
| Type            | Prix     | Joueur          | Nouveau club           | Championnat             |
| Fin de contrat  | Gratuit  | Micah Richards  | Aston Villa            | Premier League          |
| Fin de contrat  | Gratuit  | Frank Lampard   | New York City          | Major League Soccer     |
| Fin de contrat  | Gratuit  | James Milner    | Liverpool              | Premier League          |
| Fin de contrat  | Gratuit  | John Guidetti   | Celta Vigo             | Liga                    |
| Vente           | 11,01M £ | Edin Džeko      | AS Roma                | Serie A                 |
| Vente           | 1,70M £  | Dedryck Boyata  | Celtic                 | Scottish Premier League |
| Vente           | 3M £     | Scott Sinclair  | Aston Villa            | Premier League          |
| Vente           | 3.90M £  | Karim Rekik     | Olympique de Marseille | Ligue 1                 |
| Vente           | 8,30M £  | Matija Nastasić | FC Schalke 04          | Bundesliga              |
| Vente           | 22M £    | Álvaro Negredo  | Valencia CF            | Liga                    |
| Vente           | 9M £     | Marcos Lopes    | AS Monaco              | Ligue 1                 |

| Réserve et Académie |             |                  |                   |                         |
| Type                | Prix        | Joueur           | Nouveau club      | Championnat             |
| Vente               | Non dévoilé | Joe Nutall       | Aberdeen          | Scottish Premier League |
| Fin de contrat      | Gratuit     | Martin Samuelsen | West Ham United   | Premier League          |
| Fin de contrat      | Gratuit     | Adam Drury       | Bristol Rovers    | League Two              |
| Fin de contrat      | Gratuit     | Greg Leigh       | Bradford City     | League One              |
| Fin de contrat      | Gratuit     | Dominic Oduro    | Agent Libre       | -                       |
| Vente               | Non dévoilé | Jordy Hiwula     | Huddersfield Town | Championship            |
| Fin de contrat      | Gratuit     | Devante Cole     | Bradford City     | League One              |
| Vente               | Non dévoilé | José Ángel Pozo  | UD Almería        | Segunda División        |

### Joueurs prêtés par Manchester City
| no | P. | Nat.                             | Nom            | Date de naissance   | Sélection          | Club en prêt   | à quoi correspond cette colonne?[pas clair] |
| -- | -- | -------------------------------- | -------------- | ------------------- | ------------------ | -------------- | ------------------------------------------- |
| 64 | D  | Drapeau de la Belgique           | Jason Denayer  | 28/06/1995 (29 ans) | Belgique           | Galatasaray SK | 30.6.2016                                   |
| 9  | A  | Drapeau de la Bosnie-Herzégovine | Edin Džeko     | 17/03/1986 (38 ans) | Bosnie-Herzégovine | AS Roma        | 3.10.2015                                   |
| 35 | A  | Drapeau du Monténégro            | Stevan Jovetić | 02/11/1989 (35 ans) | Monténégro         | Inter Milan    | 31.1.2017                                   |

| no | P. | Nat.                    | Nom                   | Date de naissance   | Sélection      | Club en prêt    | à quoi correspond cette colonne?[pas clair] |
| -- | -- | ----------------------- | --------------------- | ------------------- | -------------- | --------------- | ------------------------------------------- |
| 24 | D  | Drapeau de l'Angleterre | Shay Facey            | 07/01/1995 (30 ans) | Angleterre U20 | New York City   | 1.1.2016                                    |
| 69 | D  | Drapeau de l'Espagne    | José Ángel Tasende    | 04/01/1997 (28 ans) | Espagne U17    | New York City   | 1.1.2016                                    |
| 6  | M  | Drapeau de la France    | Seko Fofana           | 07/05/1995 (29 ans) | France U19     | SC Bastia       | 30.6.2016                                   |
| 10 | M  | Drapeau de l'Irlande    | Jack Byrne            | 24/04/1996 (28 ans) | Irlande U21    | Cambuur         | 30.6.2016                                   |
| 18 | M  | Drapeau de la France    | Olivier Ntcham        | 09/02/1996 (29 ans) | France U19     | Genoa CFC       | 30.6.2017                                   |
| 22 | M  | Drapeau du Ghana        | Bismark Adjei-Boateng | 10/05/1994 (30 ans) | –              | Strømsgodset IF | 1.1.2016                                    |
| 9  | A  | Drapeau de la Turquie   | Enes Ünal             | 10/05/1997 (27 ans) | Turquie        | KRC Genk        | 30.6.2017                                   |
| 10 | A  | Drapeau du Ghana        | Godsway Donyoh        | 14/10/1994 (30 ans) | -              | Falkenbergs FF  | 1.1.2016                                    |

## Maillots
Fabricant : Nike / Sponsor principal : Etihad Airways
| Domicile | Extérieur | Alternative |

## Pré-saison
Manchester City débute sa pré-saison le 15 juillet en Australie, face à l'Adelaide United puis face à Melbourne City. Le club participe ensuite à l'International Champions Cup 2015, toujours en Australie, lors duquel les citizens affrontent l'AS Roma et le Real Madrid. Manchester City joue par la suite un match au Viêt Nam, face à la sélection nationale vietnamienne. Le club termine sa préparation le 1er août, lors d'un match amical face au VfB Stuttgart, en Allemagne.

### Australie
| Amical          | Adelaide United | 0 - 2   | Manchester City           |                                                    |                                                    |
| 15 juillet 2015 |                 | (0 - 0) | 63e Barker · 84e Zuculini | Skilled Park, Robina Arbitrage : Match à huis clos | Skilled Park, Robina Arbitrage : Match à huis clos |

| Amical                        | Melbourne City | 0 - 1   | Manchester City        |                                                   |                                                   |
| 18 juillet 2015 8h20 (GMT +1) |                | (0 - 0) | 42e Maffeo · 86e Nasri | Skilled Park, Robina Arbitrage : Strebre Delovski | Skilled Park, Robina Arbitrage : Strebre Delovski |
| 18 juillet 2015 8h20 (GMT +1) | Rapport        |         |                        | Skilled Park, Robina Arbitrage : Strebre Delovski | Skilled Park, Robina Arbitrage : Strebre Delovski |

#### International Champions Cup
| Rang | Équipe          | Pts | J | V | Vt | Dt | D | BP | BC | Diff. |
| ---- | --------------- | --- | - | - | -- | -- | - | -- | -- | ----- |
| 1    | Real Madrid     | 4   | 2 | 1 | 0  | 1  | 0 | 4  | 1  | +3    |
| 2    | AS Roma         | 3   | 2 | 0 | 1  | 1  | 0 | 2  | 2  | 0     |
| 3    | Manchester City | 2   | 2 | 0 | 1  | 0  | 1 | 3  | 6  | -3    |

| Amical                      | AS Rome                                                 | 2 – 2 4 – 5 t. a. b. | Manchester City                                    |                                                                                     |                                                                                     |
| 21 juillet 2015 12h00 (UTC) | Pjanić 8e · Ljajić 87e (cf.)                            | (1 - 1)              | 3e Sterling · 51e Iheanacho                        | Melbourne Cricket Ground, Melbourne Spectateurs : 41 000 Arbitrage : Jarred Gillett | Melbourne Cricket Ground, Melbourne Spectateurs : 41 000 Arbitrage : Jarred Gillett |
| 21 juillet 2015 12h00 (UTC) | Rapport                                                 |                      |                                                    | Melbourne Cricket Ground, Melbourne Spectateurs : 41 000 Arbitrage : Jarred Gillett | Melbourne Cricket Ground, Melbourne Spectateurs : 41 000 Arbitrage : Jarred Gillett |
| 21 juillet 2015 12h00 (UTC) | Nainggolan · Ljajić · Destro · Falque · Doumbia · Keita | Tirs au but 4 – 5    | Touré · Kolarov · Navas · Lopes · Hart · Horsfield | Melbourne Cricket Ground, Melbourne Spectateurs : 41 000 Arbitrage : Jarred Gillett | Melbourne Cricket Ground, Melbourne Spectateurs : 41 000 Arbitrage : Jarred Gillett |

| Amical                      | Manchester City    | 1 – 4   | Real Madrid                                          |                                                                                      |                                                                                      |
| 24 juillet 2015 12h05 (UTC) | Touré 45+4e (pen.) | (3 - 1) | 21e Benzema · 25e Ronaldo · 44e Pepe · 73e Cheryshev | Melbourne Cricket Ground, Melbourne Spectateurs : 99 382 Arbitrage : Hiroyuki Kimura | Melbourne Cricket Ground, Melbourne Spectateurs : 99 382 Arbitrage : Hiroyuki Kimura |
| 24 juillet 2015 12h05 (UTC) | Rapport            |         |                                                      | Melbourne Cricket Ground, Melbourne Spectateurs : 99 382 Arbitrage : Hiroyuki Kimura | Melbourne Cricket Ground, Melbourne Spectateurs : 99 382 Arbitrage : Hiroyuki Kimura |

### Viêt Nam
| Amical                      | Viêt Nam                | 1 - 8   | Manchester City                                                                  |                                                                   |                                                                   |
| 27 juillet 2015 14h00 (BST) | Thành 10e · Quyết 90+1e | (1 - 5) | 11e 51e (pen.) Kolarov · 19e 31e Sterling · 21e 65e Silva · 73e Lopes · 78e Pozo | Stade national My Dinh, Hanoi Arbitrage : Nagor Amir Noor Mohamed | Stade national My Dinh, Hanoi Arbitrage : Nagor Amir Noor Mohamed |
| 27 juillet 2015 14h00 (BST) | Rapport                 |         |                                                                                  | Stade national My Dinh, Hanoi Arbitrage : Nagor Amir Noor Mohamed | Stade national My Dinh, Hanoi Arbitrage : Nagor Amir Noor Mohamed |

### Allemagne
| Amical        | VfB Stuttgart                                 | 4 - 2   | Manchester City           |                                                     |                                                     |
| 1er août 2015 | Kostić 15e 83e · Didavi 31e · Ginczek 36e 37e | (4 - 0) | Iheanacho 84e · Džeko 89e | Mercedes-Benz Arena, Stuttgart Spectateurs : 40 211 | Mercedes-Benz Arena, Stuttgart Spectateurs : 40 211 |
| 1er août 2015 | Rapport                                       |         |                           | Mercedes-Benz Arena, Stuttgart Spectateurs : 40 211 | Mercedes-Benz Arena, Stuttgart Spectateurs : 40 211 |

## Championnat

### Classement actuel
| Rang | Équipe            | Pts | J  | G  | N | P | Bp | Bc | Diff |
| ---- | ----------------- | --- | -- | -- | - | - | -- | -- | ---- |
| 1    | Arsenal           | 42  | 20 | 13 | 3 | 4 | 34 | 18 | +16  |
| 2    | Leicester City    | 40  | 20 | 11 | 7 | 2 | 37 | 25 | +12  |
| 3    | Manchester City   | 39  | 20 | 12 | 3 | 5 | 39 | 21 | +18  |
| 4    | Tottenham Hotspur | 36  | 20 | 9  | 9 | 2 | 34 | 16 | +18  |
| 5    | Manchester United | 33  | 20 | 9  | 6 | 5 | 24 | 17 | +7   |
| 6    | West Ham United   | 32  | 20 | 8  | 8 | 4 | 30 | 23 | +7   |
| 7    | Crystal Palace    | 31  | 20 | 9  | 4 | 7 | 23 | 19 | +4   |
| 8    | Liverpool         | 30  | 20 | 8  | 6 | 6 | 22 | 24 | -2   |

- Phase de groupes de la Ligue des champions 2015-2016
- Phases de groupes de la Ligue Europa 2015-2016
- Barrages de la Ligue Europa 2015-2016

### Résumé des résultats
| Journée   | 01  | 02  | 03  | 04  | 05  | 06  | 07 | 08  | 09  | 10  | 11  | 12  | 13 | 14  | 15 | 16  | 17 | 18 | 19 | 20 | 21 | 22 | 23 | 24 | 25 | 26 | 27 | 28 | 29 | 30 | 31 | 32 | 33 | 34 | 35 | 36 | 37 | 38 |
| --------- | --- | --- | --- | --- | --- | --- | -- | --- | --- | --- | --- | --- | -- | --- | -- | --- | -- | -- | -- | -- | -- | -- | -- | -- | -- | -- | -- | -- | -- | -- | -- | -- | -- | -- | -- | -- | -- | -- |
| Terrain   | E   | D   | E   | D   | E   | D   | E  | D   | D   | E   | D   | E   | D  | D   | E  | D   | E  | D  | E  | E  | D  | D  | E  | E  | D  | D  | E  | D  | E  | D  | E  | D  | E  | E  | D  | E  | D  | E  |
| Résultats | V   | V   | V   | V   | V   | D   | D  | V   | V   | N   | V   | N   | D  | V   | D  | V   | D  | V  | N  | V  | N  | V  | N  | V  | D  | D  | D  | V  | N  | D  | V  |    |    |    |    |    |    |    |
| Place     | 1er | 1er | 1er | 1er | 1er | 1er | 2e | 1er | 1er | 1er | 1er | 1er | 3e | 1er | 3e | 1er | 3e | 3e | 3e | 3e | 3e | 2e | 2e | 2e | 3e | 4e | 4e | 4e | 4e | 4e | 4e |    |    |    |    |    |    |    |

 Source : Statto.com
Terrain : D = Domicile ; E = Extérieur. Résultat : D = Défaite ; N = Nul ; V = Victoire.

## Coupe de la ligue

### Troisième tour
Manchester City débute la League Cup durant le troisième tour face à Sunderland. Le tirage au sort se déroule le 25 août 2015 et le match prend place le 22 septembre 2015.
| 22 septembre 2015 | Sunderland   | 1 - 4   | Manchester City                                                     |                                                                          |                                                                          |
| 19h45 BST         | Toivonen 83e | (0 - 4) | Agüero 9e (pen.) · De Bruyne 25e · Mannone 33e (csc) · Sterling 36e | Stadium of Light, Sunderland Spectateurs : 21 644 Arbitrage : Roger East | Stadium of Light, Sunderland Spectateurs : 21 644 Arbitrage : Roger East |
| 19h45 BST         | Rapport      |         |                                                                     | Stadium of Light, Sunderland Spectateurs : 21 644 Arbitrage : Roger East | Stadium of Light, Sunderland Spectateurs : 21 644 Arbitrage : Roger East |

### Huitièmes de finale
| 28 octobre 2015 | Manchester City                                                            | 5 - 1   | Crystal Palace |                                                                          |                                                                          |
| 19h45 BST       | Bony 22e · De Bruyne 44e · Iheanacho 59e · Touré 76e (pen.) · Garcia 90+4e | (2 - 0) | Delaney 89e    | Etihad Stadium, Manchester Spectateurs : 40 585 Arbitrage : Paul Tierney | Etihad Stadium, Manchester Spectateurs : 40 585 Arbitrage : Paul Tierney |
| 19h45 BST       | Rapport                                                                    |         |                | Etihad Stadium, Manchester Spectateurs : 40 585 Arbitrage : Paul Tierney | Etihad Stadium, Manchester Spectateurs : 40 585 Arbitrage : Paul Tierney |

## Ligue des champions

### Phase de poule
Classement du groupe D au 19 mars 2016
| Rang | Équipe                   | Pts | J | G | N | P | Bp | Bc | Diff |  | Résultats (▼ dom., ► ext.) |     |     |     |     |
| ---- | ------------------------ | --- | - | - | - | - | -- | -- | ---- |  | -------------------------- | --- | --- | --- | --- |
| 1    | Manchester City          | 12  | 6 | 4 | 0 | 2 | 12 | 8  | +4   |  | Manchester City            |     | 1-2 | 2-1 | 4-2 |
| 2    | Juventus FC              | 11  | 6 | 3 | 2 | 1 | 6  | 3  | +3   |  | Juventus FC                | 1-0 |     | 2-0 | 0-0 |
| 3    | Séville FC               | 6   | 6 | 2 | 0 | 4 | 8  | 11 | -3   |  | Séville FC                 | 1-3 | 1-0 |     | 3-0 |
| 4    | Borussia Mönchengladbach | 5   | 6 | 1 | 2 | 3 | 8  | 12 | -4   |  | Borussia Mönchengladbach   | 1-2 | 1-1 | 4-2 |     |

## Statistiques
Mise à jour : 26 septembre 2015

### Buteurs
Inclut uniquement les matches officiels. La liste est classée par numéro de maillot lorsque le total de but est égal.
| R     | No.   | Nat   | Joueur             | Position  | Premier League | Premier League | Coupe d'Angleterre | Coupe d'Angleterre | Coupe de la Ligue | Coupe de la Ligue | Ligue des champions | Ligue des champions | Total | Total |
| R     | No.   | Nat   | Joueur             | Position  | Buts           | CSC            | Buts               | CSC                | Buts              | CSC               | Buts                | CSC                 | Buts  | CSC   |
| ----- | ----- | ----- | ------------------ | --------- | -------------- | -------------- | ------------------ | ------------------ | ----------------- | ----------------- | ------------------- | ------------------- | ----- | ----- |
| 1     | 17    |       | Kevin De Bruyne    | Milieu    | 2              | 0              | 0                  | 0                  | 1                 | 0                 | 0                   | 0                   | 3     | 0     |
| 2     | 4     |       | Vincent Kompany    | Défenseur | 2              | 0              | 0                  | 0                  | 0                 | 0                 | 0                   | 0                   | 2     | 0     |
| 2     | 7     |       | Raheem Sterling    | Milieu    | 1              | 0              | 0                  | 0                  | 1                 | 0                 | 0                   | 0                   | 2     | 0     |
| 2     | 10    |       | Sergio Agüero      | Attaquant | 1              | 0              | 0                  | 0                  | 1                 | 0                 | 0                   | 0                   | 2     | 0     |
| 2     | 25    |       | Fernandinho        | Milieu    | 2              | 0              | 0                  | 0                  | 0                 | 0                 | 0                   | 0                   | 2     | 0     |
| 3     | 8     |       | Samir Nasri        | Milieu    | 1              | 0              | 0                  | 0                  | 0                 | 0                 | 0                   | 0                   | 1     | 0     |
| 3     | 11    |       | Aleksandar Kolarov | Défenseur | 1              | 0              | 0                  | 0                  | 0                 | 0                 | 0                   | 0                   | 1     | 0     |
| 3     | 21    |       | David Silva        | Milieu    | 1              | 0              | 0                  | 0                  | 0                 | 0                 | 0                   | 0                   | 1     | 0     |
| 3     | 42    |       | Yaya Touré         | Milieu    | 1              | 0              | 0                  | 0                  | 0                 | 0                 | 0                   | 0                   | 1     | 0     |
| 3     | 72    |       | Kelechi Iheanacho  | Attaquant | 1              | 0              | 0                  | 0                  | 0                 | 0                 | 0                   | 0                   | 1     | 0     |
| Total | Total | Total | Total              | Total     | 13             | 0              | 0                  | 0                  | 3                 | 0                 | 0                   | 0                   | 16    | 0     |

### Discipline
Inclut uniquement les matches officiels. La liste est classée par numéro de maillot lorsque le total des cartons est égal.
| R     | No.   | Nat                    | Joueur             | Position  | Premier League | Premier League | Coupe d'Angleterre | Coupe d'Angleterre | Coupe de la Ligue | Coupe de la Ligue | Ligue des champions | Ligue des champions | Total  | Total        |
| R     | No.   | Nat                    | Joueur             | Position  | Averti         | Carton rouge   | Averti             | Carton rouge       | Averti            | Carton rouge      | Averti              | Carton rouge        | Averti | Carton rouge |
| ----- | ----- | ---------------------- | ------------------ | --------- | -------------- | -------------- | ------------------ | ------------------ | ----------------- | ----------------- | ------------------- | ------------------- | ------ | ------------ |
| 1     | 20    |                        | Eliaquim Mangala   | Défenseur | 3              | 0              | 0                  | 0                  | 0                 | 0                 | 0                   | 0                   | 3      | 0            |
| 1     | 25    | Drapeau du Brésil      | Fernandinho        | Milieu    | 3              | 0              | 0                  | 0                  | 0                 | 0                 | 0                   | 0                   | 3      | 0            |
| 2     | 4     | Drapeau de la Belgique | Vincent Kompany    | Défenseur | 2              | 0              | 0                  | 0                  | 0                 | 0                 | 0                   | 0                   | 2      | 0            |
| 2     | 8     |                        | Samir Nasri        | Milieu    | 2              | 0              | 0                  | 0                  | 0                 | 0                 | 0                   | 0                   | 2      | 0            |
| 2     | 42    |                        | Yaya Touré         | Milieu    | 2              | 0              | 0                  | 0                  | 0                 | 0                 | 0                   | 0                   | 2      | 0            |
| 3     | 11    |                        | Aleksandar Kolarov | Défenseur | 1              | 0              | 0                  | 0                  | 0                 | 0                 | 0                   | 0                   | 1      | 0            |
| 3     | 26    |                        | Martín Demichelis  | Défenseur | 1              | 0              | 0                  | 0                  | 0                 | 0                 | 0                   | 0                   | 1      | 0            |
| Total | Total | Total                  | Total              | Total     | 14             | 0              | 0                  | 0                  | 0                 | 0                 | 0                   | 0                   | 14     | 0            |

### Onze de départ
| No. | Pos. | Joueur      | Titulaire | Notes                         |
| --- | ---- | ----------- | --------- | ----------------------------- |
| 1   | GB   | Hart        | 5         | Caballero a 0 titularisation  |
| 4   | DC   | Kompany     | 5         | Denayer a 0 titularisation    |
| 20  | DC   | Mangala     | 5         | Demichelis a 0 titularisation |
| 3   | DD   | Sagna       | 5         | Zabaleta a 0 titularisation   |
| 11  | DG   | Kolarov     | 5         | Clichy a 0 titularisation     |
| 42  | MR   | Touré       | 5         | Delph a 0 titularisation      |
| 25  | MR   | Fernandinho | 5         | Fernando a 0 titularisation   |
| 21  | MOC  | Silva       | 4         | De Bruyne a 0 titularisation  |
| 7   | AG   | Sterling    | 4         | Nasri a 1 titularisation      |
| 15  | AD   | Navas       | 5         |                               |
| 10  | BU   | Agüero      | 4         | Bony a 2 titularisations      |

## Affluence
Affluence de Manchester City à domicile